# Lisa Gastoni

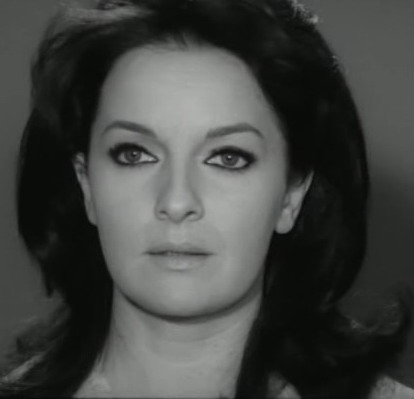
Lisa Gastoni

Lisa Gastoni (eigentlich Elisabetta Gastoni; * 28. Juli 1935 in Alassio) ist eine italienische Schauspielerin.

## Leben
Gastoni, Tochter eines Italieners und einer Irin, war während des Zweiten Weltkriegs zeitweilig in einem faschistischen Konzentrationslager des Mussolini-Regimes interniert. Mit ihren Eltern ging sie in den ersten Nachkriegsjahren nach London, wo sie nach Abschluss der Schule eine Karriere als Fotomodell und Schauspielerin, zunächst am Theater, begann. Ihre erste Filmrolle erhielt sie 1953 in They who dare und erzielte in kleineren britischen Filmen Erfolge nicht zuletzt aufgrund ihrer „durch einen wohlgeformten Körper in Verbindung mit ihrem hübschen Gesicht mit grünen Augen unbestreitbarer erotischen Ausstrahlung“ (mymovies). 1961 ging sie in die aufblühende Filmstadt Rom und setzte von nun an ihre Karriere in italienischen Genrefilmen fort. Ihre Bekanntschaft mit dem Produzenten John Fryd führte zu ihrer Besetzung als weibliche Hauptrolle in Svegliati ed uccidi, für die sie 1966 den Nastro d’Argento erhielt. Ihre wohl bekannteste Rolle folgte im Jahr 1968, als sie in Salvatore Samperis Grazie, zia die ihrem Neffen in inzestuösem Sinne nahestehende Tante spielte. Sie wurde für ihre Interpretation mit dem David di Donatello geehrt.
Seit den 1970er Jahren nahm sie seltener Angebote an und drehte nur mit Regisseuren, denen sie Qualität zutraute. 1975 erhielt sie einen zweiten Nastro d'argento, dieses Mal für Bittere Liebe. Nach einem Theaterjahr 1979 und der Heirat mit einem Rechtsanwalt 1988 widmete sie sich einige Jahre der Malerei und Schriftstellerei, bis sie 2000 ihre Karriere als Schauspielerin wieder aufnahm. 2005 war sie für beide renommierten italienischen Filmpreise erneut nominiert, aufgrund ihrer Darstellung in Cuore sacro von Ferzan Özpetek.
Gastoni wurde in einigen Filmen als Jane Fate geführt. Von 1961 bis 1965 war sie mit dem Magnum-Fotograf Constatine Manos verheiratet.

## Filmografie (Auswahl)
- 1953: They Who Dare
- 1956: Das Baby auf dem Schlachtschiff (The Baby and the Battleship)
- 1958: The Strange Awakening
- 1958: Postlagernd Westminster (Chain of Events)
- 1960–1961: Geheimauftrag für John Drake (Danger Man) (Fernsehserie, 2 Folgen)
- 1960: Einmal China und zurück (Visa to Canton)
- 1961: Piratenkapitän Mary (Le avventure di Mary Read)
- 1962: Diciotteni al sole
- 1962: Einer gegen Sieben (Duello nella Sila)
- 1962: Eva
- 1962: Tharus, Sohn des Attila (Tharus figlio di Attila)
- 1963: April entdeckt Rom (Gidget Goes Rome)
- 1963: Bikini pericolosi
- 1963: Il monaco di Monza
- 1963: Die Rivalen der vier Musketiere (I quattro moschettieri)
- 1963: Ro.Go.Pa.G
- 1963: Der Rächer mit der Maske (Il vendicatore mascherato)
- 1964: Crimine a due
- 1964: Der Letzte der Gladiatoren (L’ultimo gladiatore)
- 1964: I maniaci
- 1964: Il mito dell'uomo
- 1964: Le sette vipere
- 1964: I tre centurioni
- 1964: Die unbesiegbaren Drei (Gli invincibili tre)
- 1965: Der Killer der sündigen Mädchen (Le notti della violenza)
- 1965: Der Mann mit der goldenen Klinge (L’uomo che ride)
- 1965: Raumschiff Alpha (I criminali della galassia)
- 1965: Tödliche Nebel (I diafonoidi vengono dal Marte)
- 1966: Feuertanz (Svegliati e uccidi)
- 1968: Danke, Tante (Grazie, zia)
- 1968: Ein rabenschwarzes Schaf (La pecora nera)
- 1968: Die sieben Brüder Cervi (I sette fratelli Cervi)
- 1969: Lisa und die Männer (L’amica)
- 1970: L’invasione
- 1971: Maddalena
- 1973: Verführung einer Sizilianerin (La seduzione)
- 1974: Mussolini – Die letzten Tage (Mussolini: ultimo atto)
- 1974: Bittere Liebe (Amore amaro)
- 1975: Labbra di lurido blu
- 1976: Skandal (Scandalo)
- 1978: L’immoralità
- 2005: Cuore sacro
- 2005: La provinciale (Fernsehfilm)
- 2006: Tutte le donne della mia vita
- 2010: Cocapop
- 2011: Dove la trovi una come me?
- 2011: Sposami (Fernsehserie, 6 Folgen)
- 2017: Voice from the Stone – Ruf aus dem Jenseits (Voice from the Stone)
- 2017: L’onore e il rispetto (Fernsehserie, 8 Folgen)